# Conferência Sudeste do Brasil Futebol Americano de 2017
A Conferência Sudeste é uma das quatro conferências do Brasil Futebol Americano de 2017. A conferência está dividida em dois grupos com cinco times: Oeste e Leste. O primeiro colocado de cada um dos grupos, mais os dois melhores classificados independente do grupo, estarão classificado para as semifinais da conferência. O campeão da conferência classifica-se às Semifinais Nacionais para enfrentar o campeão da Conferência Sul. A pior equipe da conferência sendo rebaixada para a Liga Nacional de 2018.

## Classificação
Classificados para os Playoffs estão marcados em verde e em rosa o rebaixado à Liga Nacional de 2018.
O símbolo # indicada a classificação dentro da conferência.
Grupo Leste
| Pos | Times                 | V | E | D | PCT  | PF  | PS  | SP   |
| --- | --------------------- | - | - | - | ---- | --- | --- | ---- |
| 1   | Vila Velha Tritões #2 | 4 | 0 | 1 | .800 | 108 | 52  | 56   |
| 2   | Botafogo Reptiles #4  | 3 | 0 | 2 | .600 | 80  | 59  | 21   |
| 3   | Lusa Lions            | 3 | 0 | 2 | .600 | 142 | 48  | 94   |
| 4   | São Paulo Storm       | 3 | 0 | 2 | .600 | 38  | 76  | -38  |
| 5   | Minas Locomotiva      | 0 | 0 | 5 | .000 | 23  | 148 | -125 |

Grupo Oeste
| Pos | Times                    | V | E | D | PCT   | PF  | PS  | SP   |
| --- | ------------------------ | - | - | - | ----- | --- | --- | ---- |
| 1   | Sada Cruzeiro #1         | 5 | 0 | 0 | 1.000 | 216 | 7   | 209  |
| 2   | Patriotas FA #3          | 4 | 0 | 1 | .800  | 133 | 88  | 45   |
| 3   | Flamengo Imperadores     | 2 | 0 | 3 | .400  | 121 | 59  | 62   |
| 4   | Corinthians Steamrollers | 1 | 0 | 4 | .200  | 61  | 131 | -70  |
| 5   | Santos Tsunami[a]        | 0 | 0 | 5 | .000  | 0   | 247 | -247 |

### Resultados
Primeira Rodada
| 1 de julho 14:00 UTC -3 | Relatório | Botafogo Reptiles | 03–00 | Flamengo Imperadores |  | Estádio Ronaldo Nazário, Rio de Janeiro-RJ |  |

| 8 de julho 18:00 UTC -3 | Relatório | Vila Velha Tritões | 18–24 | Patriotas FA |  | Estádio Kleber Andrade, Cariacica-ES |  |

| 16 de julho 14:00 UTC -3 | Relatório | Minas Locomotiva | 00–42 | Sada Cruzeiro |  | Arena do Calçado, Nova Serrana-MG |  |

Segunda Rodada
| 22 de julho 14:00 UTC -3 | Relatório | Flamengo Imperadores | 16–30 | Patriotas FA |  | Centro Esportivo Miécimo da Silva, Rio de Janeiro-RJ |  |

| 29 de julho 18:00 UTC -3 | Relatório | Vila Velha Tritões | 27–00 | São Paulo Storm |  | Estádio Kleber Andrade, Cariacica-ES |  |

Terceira Rodada
| 5 de agosto 13:00 UTC -3 | Relatório | Minas Locomotiva | 16–26 | Botafogo Reptiles |  | Estádio José Ernesto, Brumadinho-MG |  |

| 5 de agosto 18:00 UTC -3 | Relatório | Sada Cruzeiro | 26–07 | Flamengo Imperadores |  | Sesc Venda Nova, Belo Horizonte-MG |  |

| 12 de agosto 14:00 UTC -3 | Relatório | Patriotas FA | 30–06 | Corinthians Steamrollers |  | Centro Esportivo Miécimo da Silva, Rio de Janeiro-RJ |  |

Quarta Rodada
| 19 de agosto 14:00 UTC -3 | Relatório | Santos Tsunami | 00–58 | Sada Cruzeiro |  | CT Meninos da Vila, Santos-SP |  |

| 19 de agosto 14:00 UTC -3 | Relatório | Botafogo Reptiles | 30–00 | São Paulo Storm |  | Estádio Ronaldo Nazário, Rio de Janeiro-RJ |  |

| 26 de agosto 14:00 UTC -3 | Relatório | Flamengo Imperadores | 49–00 | Corinthians Steamrollers |  | Centro de Futebol Zico, Rio de Janeiro-RJ |  |

| 26 de agosto 14:00 UTC -3 | Relatório | Lusa Lions | 36–00 | Minas Locomotiva |  | Estádio do Canindé, São Paulo-SP |  |

Quinta Rodada
| 2 de setembro 14:00 UTC -3 | Relatório | Lusa Lions | 30–14 | Botafogo Reptiles |  | Estádio Ninho do Corvo, Guarulhos-SP |  |

| 2 de setembro 14:00 UTC -3 | Relatório | Minas Locomotiva | 07–30 | Vila Velha Tritões |  | Estádio José Ernesto, Brumadinho-MG |  |

| 2 de setembro 14:00 UTC -3 | W.O.[a] | Patriotas FA | 49–00 | Santos Tsunami |  | Estádio Ronaldo Nazário, Rio de Janeiro-RJ |  |

Sexta Rodada
| 10 de setembro 10:00 UTC -3 | Relatório | Corinthians Steamrollers | 00–42 | Sada Cruzeiro |  | Estádio Ninho do Corvo, Guarulhos-SP |  |

| 10 de setembro 14:00 UTC -3 | Relatório | São Paulo Storm | 14–13 | Lusa Lions |  | Estádio Ninho do Corvo, Guarulhos-SP |  |

| 16 de setembro | W.O.[a] | Santos Tsunami | 00–49 | Flamengo Imperadores |  |  |  |

Sétima Rodada
| 16 de setembro 14:00 UTC -3 | Relatório | São Paulo Storm | 14–00 | Minas Locomotiva |  | Estádio Ninho do Corvo, Guarulhos-SP |  |

| 16 de setembro 17:00 UTC -3 | Relatório | Vila Velha Tritões | 20–14 | Lusa Lions |  | Estádio Kleber Andrade, Cariacica-ES |  |

| 23 de setembro 17:00 UTC -3 | Relatório | Sada Cruzeiro | 48–00 | Patriotas FA |  | Sesc Venda Nova, Belo Horizonte-MG |  |

| 1 de outubro | W.O.[a] | Corinthians Steamrollers | 49–00 | Santos Tsunami |  |  |  |

Oitava Rodada
| 30 de setembro 14:00 UTC -3 | Relatório | Corinthians Steamrollers | 06–10 | São Paulo Storm |  | Estádio Ninho do Corvo, Guarulhos-SP |  |

| 30 de setembro 14:00 UTC -3 | Relatório | Botafogo Reptiles | 07–13 | Vila Velha Tritões |  | Estádio Ronaldo Nazário, Rio de Janeiro-RJ |  |

| 30 de setembro | W.O.[a] | Santos Tsunami | 00–49 | Lusa Lions |  |  |  |